# Rosalba digna
Rosalba digna là một loài bọ cánh cứng trong họ Cerambycidae.